# Porte Molitor (stanice metra v Paříži)
Porte Molitor je stanice pařížského metra v 16. obvodu v Paříži, která nebyla nikdy zprovozněna pro veřejnost. Stanice se nachází pod Boulevardem Murat na neveřejné trati, která spojuje linky 9 a 10.

## Historie
Při výstavbě stanice Porte d'Auteuil na lince 10 ve 30. letech 20. století se počítalo s pozdějším napojením do stanice Porte Molitor a přes ní propojením s linkou 9 ve stanici Porte de Saint-Cloud. Tato větev měla sloužit především při dopravě na nedaleký stadion Parc des Princes. Stanice i koleje byly sice postaveny, ale nikdy veřejnosti nezačaly sloužit a dnes se používají jako vlakové depo pro obě linky.

## Název
Jméno stanice je odvozeno od názvu jedné z pařížských bran – Porte Molitor.